# Casio FX 92 Collège 2D
La calculatrice Casio FX 92 Collège 2D est une calculatrice scientifique non graphique, non programmable et non alphanumérique.
Proposant environ 200 fonctions mathématiques, elle est beaucoup utilisée par les élèves de collège (avec la Texas Instruments Collège) pour sa simplicité d'utilisation et son écriture naturelle en 2D.
En 2007, c'est la seule calculatrice « collège » du marché à proposer une écriture en 2D. Les autres modèles, pour les plus sophistiqués, proposant un écran moins grand (en général 6 × 2 cm maximum) avec une ligne de caractères à points 3x3 pour le calcul et une ligne à caractères LED 7 segments pour le résultat.
Exemples :
- écriture naturelle (ou 2D) : {\displaystyle {\sqrt {2+3-5^{8}}}+{\frac {25^{2}1^{3}6{\sqrt {4}}}{25^{8}-3\times 10^{-}5}}+{\sqrt[{24}]{\left({\frac {a}{b}}\right)}}+{\frac {\frac {a}{b}}{\frac {c}{d}}}}
- écriture standard (utilisée par les autres calculatrices) : √(2+3-5^8)+(25^2*1^3*6√4)|(25^8-3x10^(-5))+(a|b)^(1/24)+(a|b)|(c|d)

Remarque : pour des formules de ce type, la calculatrice doit l'afficher sur plusieurs écrans.
On peut constater que la première proposition est beaucoup plus compréhensible.

## Fonctions
Cette calculatrice propose entre autres :
- trigonométrie ;
- calculs complexes et priorités ;
- puissances ;
- racines ;
- analyse ;

Elle propose en outre un mode de statistiques (moyenne…), un solutionneur d'équations à deux et trois inconnues de type anx+bnx=cn ou anx+bnx+cnx=dn, et un module tableau pour les fonctions affines.
De plus, même s'il est impossible de créer un programme, il est néanmoins possible de faire des calculs en enchaînement, s'apparentant  à un algorithme. Le symbole « : » permet en effet de séparer plusieurs calculs et opérations, sans affecter les variables.

## Déclinaison
Elle se décline en plusieurs versions plus élaborées notamment la Casio FX 92 Collège 2D +, à laquelle on peut ajouter un module de vérification (avec = ≈ ≠ ≤ ≥ < >) et un module de proportionnalité (4e proportionnelle) et les messages et menus sont en français.

### Sources
- Technosciences News 1, Astropress, 2 mars 2015, 205 p. (ISBN 9781326203054), « Collège. La calculatrice scientifique », p. 110-111.
- 1995,  Le Monde de l'Éducation.